# Коэффициент естественной освещённости
Коэффициент естественной освещённости — отношение естественной освещённости, создаваемой в некоторой точке заданной плоскости внутри помещения светом неба (непосредственным или после отражений), к одновременному значению наружной горизонтальной освещённости, создаваемой светом полностью открытого небосвода; выражается в процентах .
Формула:
{\displaystyle e={\frac {E_{M}}{E_{N}}}100\%},
где {\displaystyle e} — коэффициент естественной освещённости, {\displaystyle E_{M}} — естественная освещённость в точке {\displaystyle M} внутри помещения, а {\displaystyle E_{N}} — наружная освещённость на горизонтальной поверхности.
С помощью этого коэффициента производится нормирование естественного и совмещенного освещения в помещениях, коэффициент применяется при проектировании зданий и сооружений.